# بيتر أندرسون (لاعب كريكت)
بيتر أندرسون (بالإنجليزية: Peter Anderson)‏ (2 مايو 1961 في أستراليا - ) هو لاعب كريكت أسترالي. لعب مع فريق جنوب أستراليا للكريكت ‏ وفريق كوينسلاند للكريكت ‏.

## وصلات خارجية
- بيتر أندرسون على موقع إي آس بي آن كريك إنفو (الإنجليزية)